# رابرت تاون
رابرت تاون (به انگلیسی: Robert Towne) (زاده ۲۳ نوامبر ۱۹۳۴ – درگذشته ۱ ژوئیه ۲۰۲۴) فیلم‌نامه‌نویس و کارگردان آمریکایی بود.
شناخته‌شده‌ترین اثر او فیلم‌نامه محله چینی‌ها است که برای آن جایزه اسکار بهترین فیلم‌نامه غیراقتباسی را در سال ۱۹۷۴ کسب کرد.